# TB Tvøroyri
Tvøroyrar Bóltfelag é uma agremiação esportiva das ilhas Feroé, fundada a 13 de maio de 1892, sediada em Tvøroyri.

## História
O TB Tvøroyri é o mais antigo clube de futebol das Ilhas Faroe.

## Títulos
- Campeonato Faroês: 7
  - 1943, 1949, 1951, 1976, 1977, 1980, 1987;
- Copa das Ilhas Faroe: 5
  - 1956, 1958, 1960, 1961, 1977;
- Segunda Divisão Faroesa: 2
  - 2001, 2004.